# Ewa Olas-Marquette
Ewa Olas-Marquette (ur. 1963) – polska lekkoatletka, wychowanka KS Polonii Warszawa.

## Kariera
Największe sukcesy osiągnęła w maratonie, zdobywając w tej konkurencji dwukrotnie złoty medal mistrzostw Polski (1991 & 1992).

## Rekordy życiowe
| Dystans      | Czas     | Data       | Miejsce zawodów |
| ------------ | -------- | ---------- | --------------- |
| 800 metrów   | 2:13,81  | 20.08.1989 | Lage            |
| 1000 metrów  | 2:52,86  | 13.05.1989 | Warszawa        |
| 1500 metrów  | 4:30,69  | 12.08.1989 | Warszawa        |
| 5000 metrów  | 17:08,85 | 18.06.1991 | Grudziądz       |
| 10000 metrów | 35:47,81 | 04.08.1991 | Sopot           |
| Maraton      | 2:42:48  | 30.09.1990 | Warszawa        |